# Los Mangos, Hueyapan de Ocampo
Los Mangos är en ort i Mexiko.   Den ligger i kommunen Hueyapan de Ocampo och delstaten Veracruz, i den sydöstra delen av landet, 400 km öster om huvudstaden Mexico City. Los Mangos ligger 350 meter över havet och antalet invånare är 2 699.
Terrängen runt Los Mangos är kuperad åt nordost, men åt sydväst är den platt. Runt Los Mangos är det ganska glesbefolkat, med 47 invånare per kvadratkilometer. Närmaste större samhälle är Catemaco, 19,7 km norr om Los Mangos. Omgivningarna runt Los Mangos är en mosaik av jordbruksmark och naturlig växtlighet.